# Vickers E.F.B.8
Vickers E.F.B.8 là một mẫu thử máy bay tiêm kích của Anh trong Chiến tranh thế giới I.

## Tính năng kỹ chiến thuật
Dữ liệu lấy từ Vickers Aircraft since 1908 
Đặc điểm tổng quát
- Kíp lái: 2
- Chiều dài: 28 ft 2 in (8,59 m)
- Sải cánh: 38 ft 4 in (11,69 m)
- Chiều cao: 9 ft 10 in (3 m)
- Diện tích cánh: 468 sq ft (43,5 m²)
- Trọng lượng rỗng: 1.840 lb (836 kg)
- Trọng lượng có tải: 2.610 lb (1.186 kg)
- Động cơ: 2 × Gnome Monosoupape, 100 hp (75 kW)  mỗi chiếc

 Hiệu suất bay 
- Vận tốc cực đại: 98 mph (85 knot, 157 km/h) trên độ cao 5.000 ft (1.520 m)
- Trần bay: 14.000 ft (4.300 m)
- Thời gian bay: 3 h
- Lên độ cao 5.000 ft (1.520 m): 10 phút

Trang bị vũ khí

- Súng: 1× Súng máy Lewis .303 in